# Veerdienst Breskens-Vlissingen
De Veerdienst Breskens-Vlissingen (ook: Veerdienst Vlissingen-Breskens) was tot 2003 een autoveerdienst over de Westerschelde tussen de plaatsen Breskens en Vlissingen. Van 2003 tot 2014 was het een fiets- en voetveer geëxploiteerd door Veolia Transport Fast Ferries.

## Geschiedenis

### Begintijd
De geschiedenis van deze veerdienst voert terug tot 1574. Toen stelde de vrijheer van Breskens een veerschipper aan om met zijn steigerschuit van Breskens of Breskenszand op Vlissingen te varen. In 1755 kwam er een veerdienst bij die vanuit Vlissingen bediend werd. Vanaf 1795 verviel de veerdienst vanuit Breskens, terwijl die vanuit Vlissingen waarschijnlijk bleef bestaan. Zeeuws-Vlaanderen behoorde vanaf 1795 echter tot Frankrijk, terwijl het gewest Zeeland tot de Bataafse Republiek respectievelijk het Koninkrijk Holland behoorde, dat pas in 1806 door Frankrijk werd geannexeerd.
Na 1814 werden de beide veerdiensten weer opgenomen, doch in 1866 formeel opgeheven, daar ze al lang vervangen waren door een nieuwe dienst.
in 1826 werd namelijk besloten om een stoombotenveer in te stellen. Het was aanvankelijk een particuliere stoomboot, maar de dienst werd door de provincie Zeeland gesubsidieerd. In 1842 werd de boot door de provincie aangekocht, maar de exploitatie geschiedde nog door een particulier. De veerdienst voerde van Vlissingen naar Breskens en van daar naar Terneuzen. Ze kwamen in Breskens aan bij de Veerhaven, die toen vlak bij de kern van het dorp lag.

### PSD

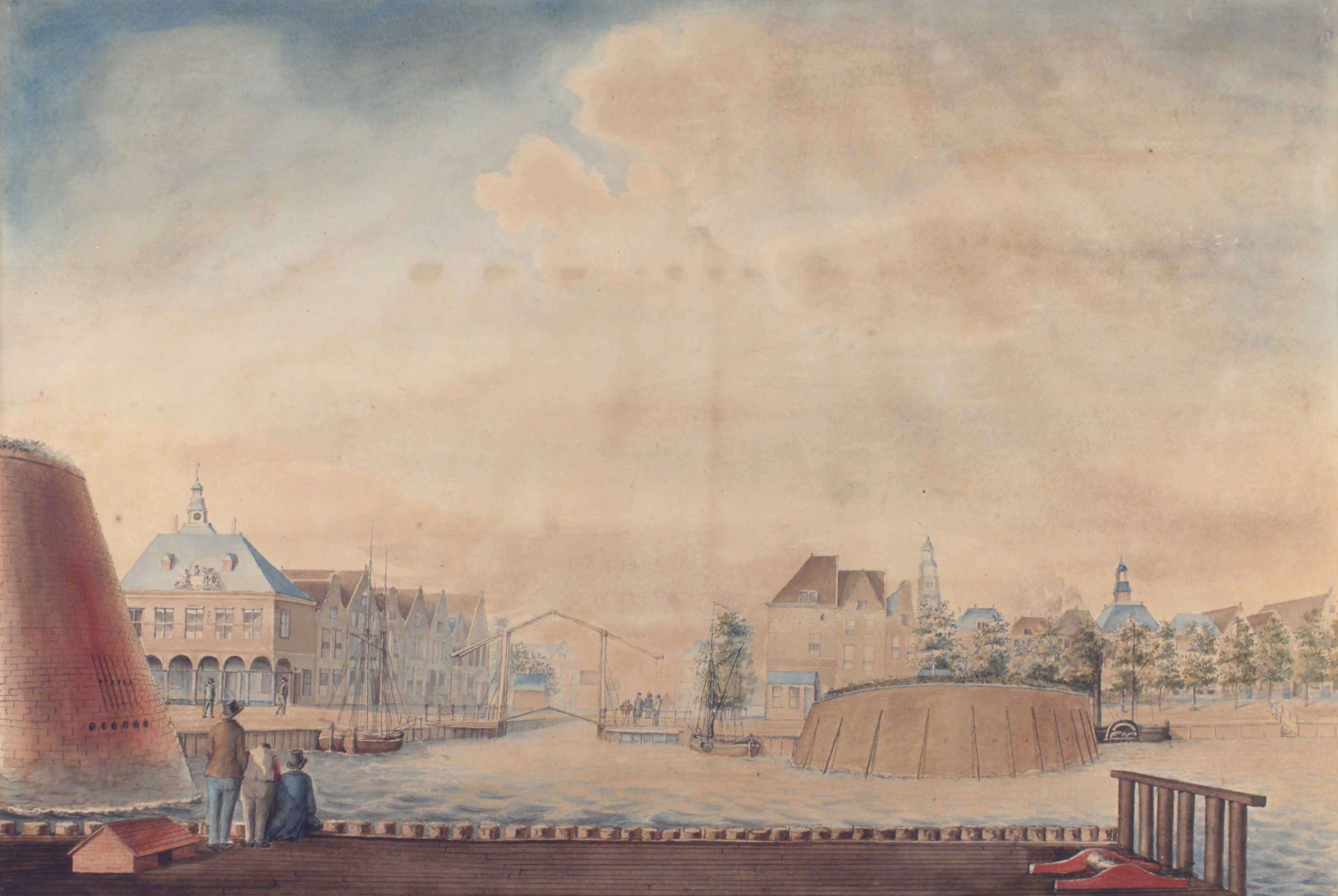
Stoomboot PSD in de haven van Vlissingen. Foto: Zeeuws maritiem muZEEum.

In 1866 werd de PSD opgericht, welke ook de exploitatie overnam van de toenmalige boten Stad Vlissingen en De Schelde. Ook werd een nieuwe boot, Zeeland genaamd, gebouwd. Naar verluidt was deze niet erg geschikt en de Statenleden, die de proefvaart maakten, werden behoorlijk zeeziek. Eén der Statenleden verklaarde dan ook dat hij er nauwelijks een geit mede zou durven overzenden. In 1871 werd de boot verkocht, terwijl de Stad Vlissingen een nog erger lot wachtte: Deze boot zonk naar de bodem van de Westerschelde. In 1867 kwam echter de Wester-Schelde gereed, een houten boot van 31 m lengte, welke tot 1900 in gebruik was. Vanaf 1891 was er een tramdienst op Breskens, waardoor het passagiersaanbod van de veerdienst sterk toenam.
De boten voeren naar de buitenhaven van Vlissingen, waar in 1873 het Station Vlissingen Haven werd geopend. In 1870 werd de vloot uitgebreid met de Zeeuwsch-Vlaanderen en in 1887 met de Walcheren. In 1891 kwam er een nieuwe Zeeuwsch-Vlaanderen gereed. Deze boot had een lengte van 44 m.
In 1905 werd de Westerschelde in dienst genomen. Dit was een raderboot van 55 m lengte, die in 1933 werd verkocht en tegenwoordig in Duitsland nog dienstdoet als rondvaartboot

### Kopladers

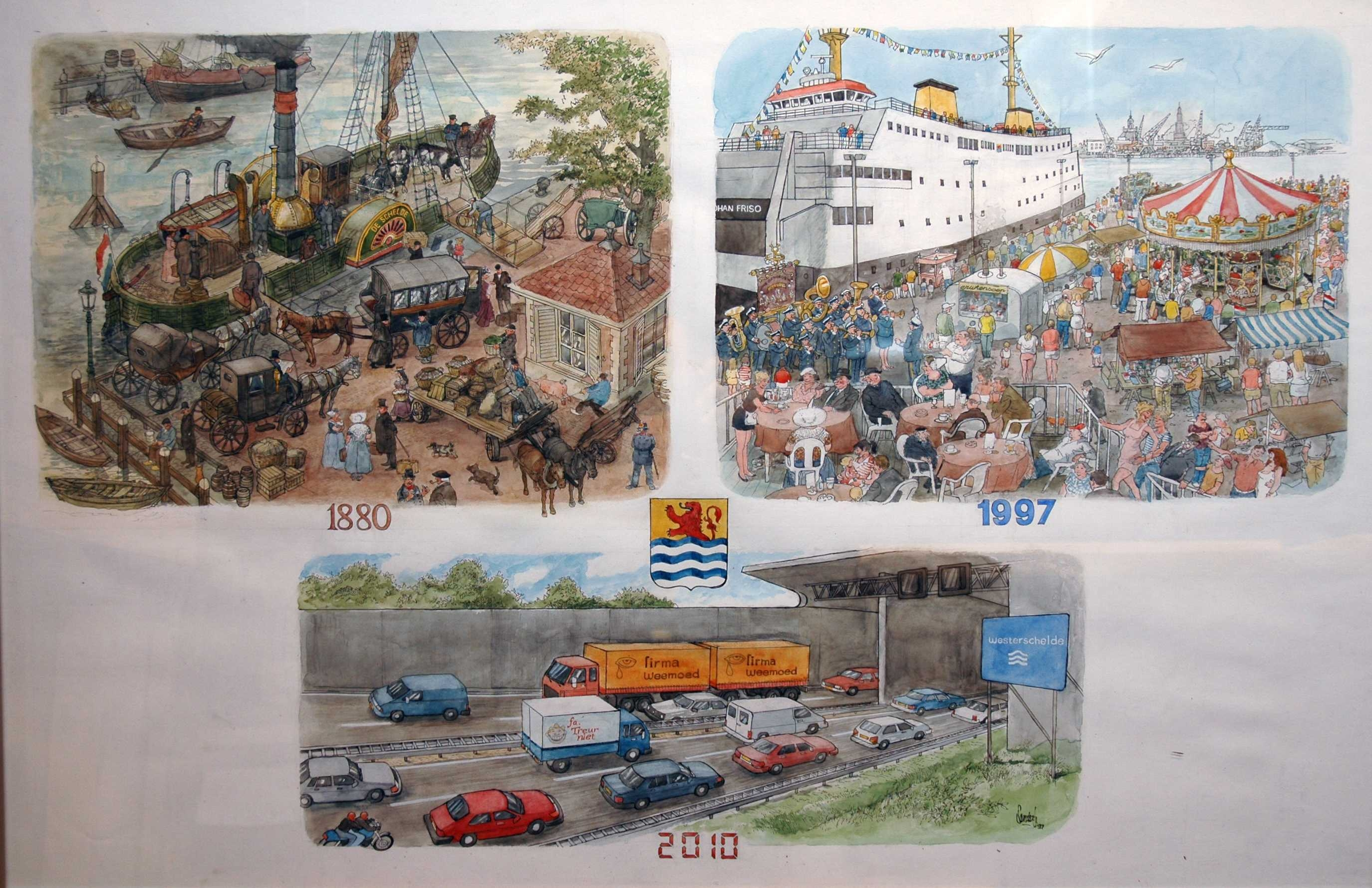
Tekening van Jan Sanders. Foto: Zeeuws maritiem muZEEum.

Vervolgens ging men over op kopladers, temeer daar het autoverkeer enige betekenis begon te krijgen. De Koningin Wilhelmina, in gebruik genomen in 1927, was de eerste boot van dit type. In 1932 volgde de Prinses Juliana, die weer wat groter was. Voor het eerst werd nu met twee kopladers gevaren. Als reserve werd de Prins Hendrik gebruikt, een veerboot die eigenlijk dienstdeed op de veerdienst Hansweert - Walsoorden.
Tijdens de Tweede Wereldoorlog werden veel schepen van de PSD tot zinken gebracht om diverse redenen. De drie overgebleven zijladers werden echter, na de bevrijding, weer snel in gebruik genomen. Zo kon de Oosterschelde op 25 oktober 1946 in de vaart komen op Vlissingen-Breskens. De verwoeste tramlijnen werden vervangen door autobusdiensten.
In 1948 nam de koplader Koningin Wilhelmina de dienst weer op. In 1949 volgde de nieuwe Koningin Juliana en in 1950 de veerboot Prins Bernhard. Omdat het autoverkeer – inclusief het vrachtverkeer – snel toenam, werd besloten een nieuwe veerhaven aan te leggen, die op enige afstand ten westen van de kom van Breskens kwam te liggen. Deze was geschikt voor grotere boten en werd in 1958 in gebruik genomen. Daarmee volgden ook grotere veerboten, van de zogeheten Prinsessenklasse. Het waren de Prinses Beatrix (1958), de Prinses Irene (1960) en de Prinses Margriet (1964). Ook werd toen de Koningin Juliana verlengd door deze veerboot van een tussenstuk te voorzien.

### Dubbeldekkers
Toen het autoverkeer bleef toenemen werden de veerhavens voorzien van inrichtingen voor de ontvangst van dubbeldeksboten. Deze kwamen gereed in 1986. De Prinses Juliana was de eerste boot in deze klasse. Hoewel er reeds sprake was van de voorgenomen bouw van een vaste oeververbinding bleef het autoverkeer toenemen. In 1993 kwam een tweede dubbeldekker, de Koningin Beatrix, gereed. Nu werd er gewoonlijk met twee dubbeldekkers gevaren. In 1997 kwam de Prins Johan Friso in de vaart, de laatste nieuwbouw voor de PSD.

### Voetveer
In 2003 werd de Westerscheldetunnel geopend. Toen werd het veer Vlissingen-Breskens gesloten voor autoverkeer, maar ging door als fiets- en voetveer. Auto's moeten voortaan door de tunnel wat voor inwoners van Walcheren en westelijk Zeeuws-Vlaanderen vaak een tientallen kilometers lange omweg betekent. De voormalige PSD-dubbeldekkers bleven nog meer dan een jaar varen, zonder auto's mee te nemen. De restauratie was buiten gebruik. De nieuwe veerboten voor de dienst waren nog niet gereed, daarom moesten de oude schepen zolang invallen.
Het nieuwe fiets- en voetveer werd particulier geëxploiteerd, eerst door BBA Fast Ferries wat later Veolia Transport Fast Ferries is genaamd. In 2004 kwamen de nieuwe boten gereed: de Prinses Máxima en de Prins Willem-Alexander. Dit zijn SWATH-schepen van ruim 37 meter lengte en een capaciteit van 181 passagiers. De veerboten vormen een groot contrast met hun voorgangers van de PSD, met een lengte van 113 meter en ruimte voor 1000 passagiers.

### Fast Ferries

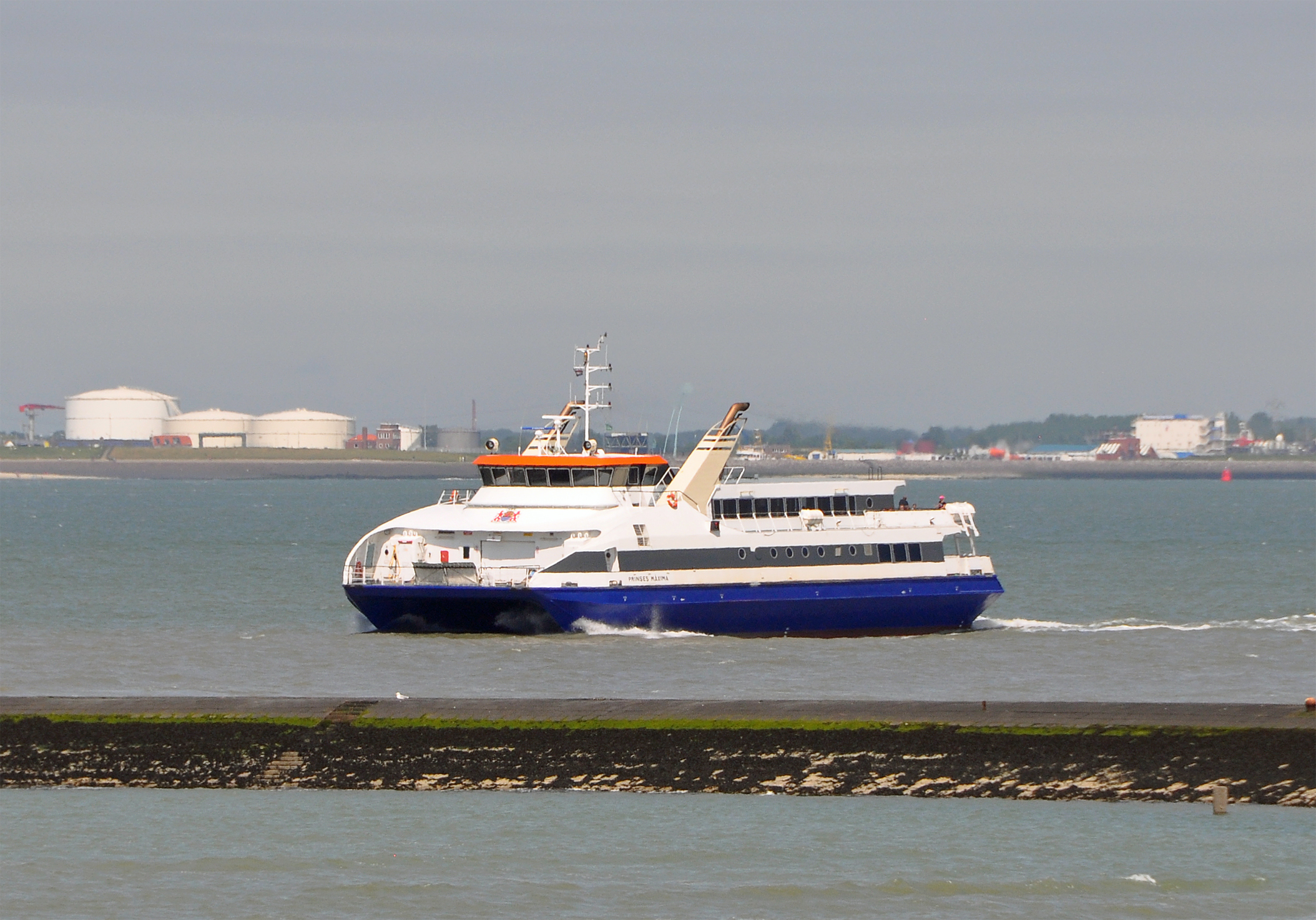
De Prinses Máxima nadert Breskens.

Als marketingterm is gekozen voor Fast Ferries, omdat de SWATH-veerboten een snel uiterlijk hebben. De veerboten zijn echter niet snel en doen de naam Fast Ferry absoluut geen eer aan. Feit is dat de autoveerboten van de PSD een hogere dienstsnelheid hadden (15,4 knopen) én een hogere maximumsnelheid, enkele PSD-dubbeldekkers hadden 18 knopen als maximum. De Prinses Máxima en de Prins Willem-Alexander hebben een dienstsnelheid van 14,5 knopen en varen maximaal 16,5 knopen. De term Fast Ferry doet denken aan snelle veerboten zoals de sneldienst naar Terschelling, maar dit is dus onjuist.

### Problemen
De SWATH-schepen worden geteisterd door machineproblemen. In februari 2007 was er een paar dagen geen veerdienst mogelijk en  tussen 21 december 2007 en 11 januari 2008 was de veerdienst Vlissingen-Breskens ook uit de vaart. In het laatste geval lag de Prins Willem-Alexander al maanden aan de kant met motorproblemen en kwam het zusterschip Prinses Máxima in de problemen. De Provincie Zeeland heeft diverse reserveboten gehuurd, waaronder een veerboot uit 1960. Stemmen gingen op in de provinciale politiek om de SWATH-veerboten te vervangen, maar tot op heden is dit plan nog niet uitgevoerd.

### Westerschelde Ferry BV
In 2014 werd bekend dat Veolia Transport Fast Ferries geen interesse had om een volgende termijn het fiets- en voetveer te exploiteren, de problemen met de veerboten speelden hier een rol in. Geen enkel ander bedrijf had interesse om de veerdienst te exploiteren, dus besloot de Provincie Zeeland om zelf – net als bij de PSD – een provinciaal veerbedrijf op te richten: Westerschelde Ferry BV. De jaarlijkse exploitatiekosten bedragen ongeveer 6,7 miljoen euro, de inkomsten uit plaatsbewijzen daarentegen slechts 1,7 miljoen.